# Абу Фудайк
Абу́ Фуда́йк Абдулла́х ибн Са́ур (араб. أبو فديك عبد الله بن ثور‎) — вождь надждитов после убийства Наджды ибн Амира из племени Бану Кайс ибн Саалаба.
Абу Фудайк, как и Атия ибн аль-Асвад, вначале был последователем Наджды ибн Амира аль-Ханафи, который ранее был в ряду хариджитов-азракитов, но разошёлся с Нафи ибн аль-Азраком и основал своё учение. Между Надждой и Абу Фудайком, к которому присоединилась значительная часть сторонников Наджды, возникли разногласия в богословских вопросах. Наджда был вынужден скрыться, а Абу Фудайк послал на его розыск десяток своих людей, которые нашли и убили его. Халифа датирует гибель Наджды 689 годом, а ат-Табари — 691. После того, как Абу Фудайк отрёкся от своего бывшего соратника Атии ибн аль-Асвада, надждиты разделились на фудайкитов и атавитов.
В 692 году большое войско из Куфы и Басры смогло разгромить приверженцев Абу Фудайка и в конце концов он был убит. Незадолго до смерти Абу Фудайк назначил своим преемником Абу Талута.